# Alter jüdischer Friedhof (Altenbamberg)

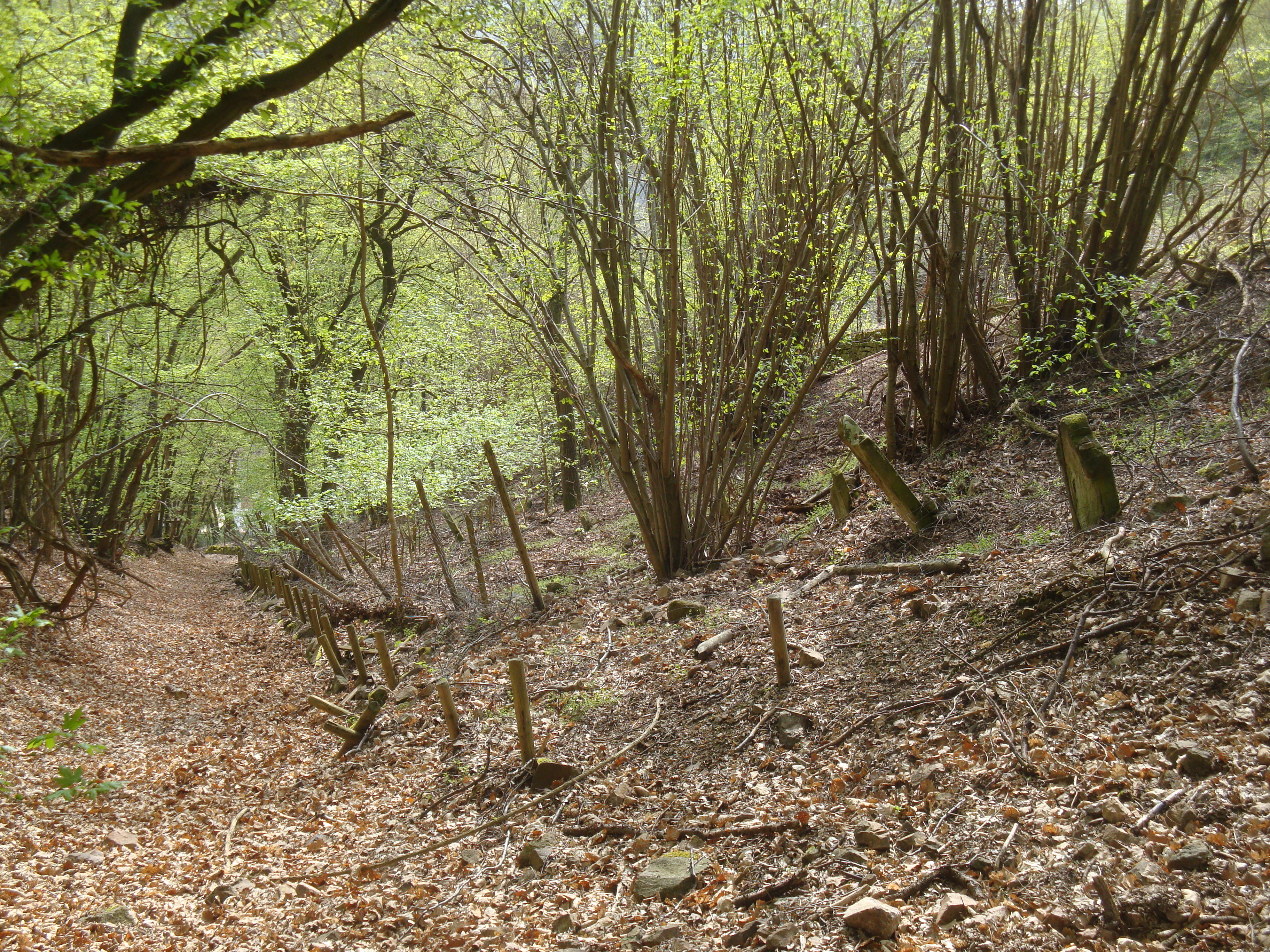
Alter jüdischer Friedhof in Altenbamberg

Der Alte jüdische Friedhof in Altenbamberg, einer Ortsgemeinde im Landkreis Bad Kreuznach in Rheinland-Pfalz, wurde 1750 angelegt. Der jüdische Friedhof liegt östlich des Ortes in der Gemarkung Narrenbrunnen. Er ist ein geschütztes Kulturdenkmal.
Der Friedhof wurde bis 1890 belegt und danach wurde der Neue jüdische Friedhof genutzt.    
Auf dem 1840 m² großen Friedhof sind nur noch zehn Grabsteine erhalten, manche nur als Bruchstücke.